# The Print Shop
The Print Shop is een eenvoudig desktoppublishing-programma van Brøderbund. De eerste versie verscheen in 1984. Het was destijds een revolutionair programma waar de gebruiker op een eenvoudige manier posters, banners, briefhoofden... kon maken. Het programma werd geleverd met een basisset van cliparts en templates. Het resultaat kon men afdrukken op een matrixprinter. Latere versies werden uitgebreid naar recentere technologieën, besturingssystemen en bestandsformaten.
De eerste versie werd uitgebracht voor de Apple II-familie. Later verschenen er versies voor IBM PC, Commodore 64 en Atari 8 bit-familie. In Europa werd het programma verdeeld door Ariolasoft.

## The Print Shop Companion
In 1985 kwam The Print Shop Companion uit. In deze versie kon de gebruiker naast de oude functies ook een kalender-, maand- en jaaroverzicht aanmaken. Daarnaast werd de grafische editor aangepast. Er waren extra lettertypes, randversieringen en cliparts. Ten slotte bevatte het pakket een onderdeel "Creature Maker", een vorm van voorgedefinieerde origami.
In 1986 verscheen de eerste versie voor Apple Macintosh. De grootste nieuwigheid was dat de gebruiker zijn eigen tekeningen kon importeren, op voorwaarde dat ze werden gemaakt in MacPaint.

## The New Print Shop en The Print Shop Deluxe
In 1988 verscheen The New Print Shop voor Apple II en DOS. Dit werd in 1993 opgevolgd door The Print Shop Deluxe waarbij ook support werd voorzien voor Microsoft Windows. Ook verscheen er nog een companion-versie: dit was een cd-rom met naast het programma nog een extra voorraad aan cliparts.

## The Print Shop 2.0
Op 15 januari 2010 verscheen The Print Shop 2.0, een versie speciaal ontwikkeld voor Windows 7. Deze versie is niet meer compatibel met oudere versies.